# Eugoa trifasciata
Eugoa trifasciata là một loài bướm đêm thuộc phân họ Arctiinae, họ Erebidae.